# Los Naranjos, Chiconquiaco
Los Naranjos är en ort i Mexiko.   Den ligger i kommunen Chiconquiaco och delstaten Veracruz, i den sydöstra delen av landet, 250 km öster om huvudstaden Mexico City. Los Naranjos ligger 1 273 meter över havet och antalet invånare är 337.
Terrängen runt Los Naranjos är varierad. Runt Los Naranjos är det ganska tätbefolkat, med 93 invånare per kvadratkilometer. Närmaste större samhälle är Naolinco de Victoria, 16,4 km sydväst om Los Naranjos. I omgivningarna runt Los Naranjos växer i huvudsak städsegrön lövskog.